# Brouwerij Moens
Brouwerij Moens is een voormalige brouwerij gelegen in de Meerstraat te Hamme en was actief van 1865 (stokerij) en van 1903 (brouwerij) tot de Eerste Wereldoorlog. 

## Geschiedenis
De hoeve was oorspronkelijk (rond 1775) van Pieter van Vossole en kwam ergens in de 19de eeuw in de handen van de familie Moens. Pieter Judocus Moens verving de meeste gebouwen door nieuwe en startte in 1865 met een stokerij. De stokerij werd meerdere keren vergroot en werd uiteindelijk in 1903 omgebouwd tot brouwerij. De hoeve met brouwerij werd in 1911 verkocht aan P. Baillon uit Dendermonde. Vermoedelijk werd het brouwen gestaakt door de Eerste Wereldoorlog. 

## Gebouwen
De gebouwen staan in de lijst van onroerend erfgoed en bevatten een conciërgewoning aan de straatkant met woonerf waarlangs de brouwerijgebouwen en landbouwgebouwen staan. De brouwzaal en bovenliggende graanzolder is momenteel in gebruik als garage en berging.
De vroeger aanwezige paardestallen werden reeds afgebroken.